# 毛花假水晶兰
毛花假水晶兰（学名：Cheilotheca pubescens）为鹿蹄草科假水晶兰属下的一个种。